# Raoul Hedebouw
Raoul Hedebouw (Luik, 12 juli 1977) is een Belgisch politicus voor PVDA-PTB. Hij is sinds 5 december 2021 voorzitter van de partij.

## Levensloop
Hedebouw groeide op in een arbeiderswijk in Herstal en is tweetalig Frans-Nederlands opgevoed. Zijn vader, Hubert Hedebouw (Berten), afkomstig uit Ruddervoorde, en zijn Hasseltse moeder, een zus van Kris Hertogen, medeoprichter van AMADA, een zichzelf marxistisch-leninistisch noemende organisatie, voorloper van de PVDA. Zijn vader was als student in de fabriek gaan werken om te acclimatiseren en zo gemakkelijker communistische ideeën te kunnen verspreiden onder mede-arbeiders. Zijn moeder, ook student, werd syndicaliste actief bij de christelijke vakbond ACV-CSC om binnen de vakbond de invloed van de communisten te vergroten.
Hij volgde middelbare studies op het atheneum van Herstal en voerde er in 1994-1995 aan het hoofd van het Comité herstalien étudiant mee het protest tegen de besparingsplannen in het Franstalig onderwijs. Hij ging vervolgens biologie studeren aan de Universiteit van Luik.
In navolging van zijn ouders werd hij politiek actief voor PVDA-PTB. In 2003 werd Hedebouw voorzitter van de afdeling van de provincie Luik en in 2005 werd hij nationaal woordvoerder van de partij. Sinds 2008 zetelt hij eveneens in het nationaal partijbureau van PVDA.
In 2009 publiceerde hij samen met Peter Mertens Priorités de gauche.
Sinds de lokale verkiezingen van oktober 2012 is Hedebouw gemeenteraadslid van Luik. Twee jaar later, bij de federale verkiezingen van mei 2014, werd hij verkozen als lid van de Kamer van volksvertegenwoordigers in de kieskring Luik.
Op 1 mei 2017 werd Raoul Hedebouw het slachtoffer van een aanval met een mes, vlak voordat hij het woord ging nemen op het Feest van de Arbeid in Luik. Hedebouw werd gestoken in zijn linkerbeen en raakte lichtgewond. De dader, Mustafa S., was een inwoner van Luik en gaf als motief dat Hedebouw niet geantwoord had op zijn brieven. De dader werd in november 2017 veroordeeld tot 28 maanden cel en een boete met uitstel.
Bij de federale verkiezingen van mei 2019 werden de uittredende PVDA-parlementsleden Hedebouw en Marco Van Hees opnieuw verkozen, samen met 10 nieuwe volksvertegenwoordigers uit Wallonië, Brussel en Vlaanderen. Vervolgens werd Hedebouw voorzitter van de twaalfkoppige PVDA/PTB-fractie in de Kamer. In november 2021 stelde Hedebouw zich als enige kandidaat om Peter Mertens op te volgen als partijvoorzitter. Op 5 december 2021 werd hij met 94,1 procent van de stemmen verkozen tot voorzitter van PVDA. Na zijn verkiezing als voorzitter gaf hij in januari 2022 zijn rol als fractievoorzitter door aan Sofie Merckx. Twee jaar later, in juni 2024, werd Hedebouw verkozen voor een derde termijn in de Kamer van volksvertegenwoordigers, waar de partij verder groeide van 12 naar 15 gekozenen.

## Trivia
Hedebouw nam in 2016 deel aan de populaire televisiequiz De Slimste Mens ter Wereld, wat hem veel media-aandacht gaf in Vlaanderen. Hij won zijn eerste aflevering, maar verloor in de tweede het finalespel.
- Bibliothèque nationale de France: cb16700214f (data)
- Gemeinsame Normdatei: 1043833145
- International Standard Name Identifier: 0000 0004 0985 4520
- Library of Congress Control Number: nb2013013198
- Virtual International Authority File: 303911066
- WorldCat: E39PBJpDKJ4yMDKwcDppCgjpyd